# (100375) 1995 UY72
(100375) 1995 UY72 es un asteroide perteneciente al cinturón de asteroides, descubierto el 20 de octubre de 1995 por el equipo del Spacewatch desde el Observatorio Nacional de Kitt Peak, Arizona, Estados Unidos.

## Designación y nombre
Designado provisionalmente como 1995 UY72.

## Características orbitales
1995 UY72 está situado a una distancia media del Sol de 2,246 ua, pudiendo alejarse hasta 2,517 ua y acercarse hasta 1,974 ua. Su excentricidad es 0,120 y la inclinación orbital 2,156 grados. Emplea 1229 días en completar una órbita alrededor del Sol.

## Características físicas
La magnitud absoluta de 1995 UY72 es 17,5. Tiene 1,803 km de diámetro y su albedo se estima en 0,054.